# Antioch Arrow
Gli Antioch Arrow furono una band Hardcore/emo proveniente da San Diego in California.
Si formarono nel 1993 e si sciolsero nel 1994.

## Storia
II membri originali erano Aaron Montaigne, Mac Mann, Ron Avila (detto Ron Anarchy), Jeff Winterberg e Aaron Ricards. In seguito, Aaron Ricards fu sostituito da Andy Ward (Evergreen).
Sono stati una delle band più rilevanti della «Gravity Records», e insieme agli Heroin, erano il punto di riferimento dell'hardcore/emo di San Diego. Gli Antioch Arrow usavano un suono in prevalenza hardcore con voci urlate. Le loro canzoni avevano comunque parti melodiche originali. Le loro voci, soprattutto per merito di Aaron Montaigne, erano molto espressive: andavano dal sussurrato a toni più drammatici, ma si esprimevano anche con urla al limite delle corde vocali.
Nei loro testi traspare, il più delle volte, una voglia nascosta di reagire e lottare: sono testi che gettano fuori tutta la loro emotività soffocata.
Gli album più importanti sono In Love With Jetts e Gems of Masochism (nel 2005 è ripubblicato dalla «31G Records»).

## Formazione
- Aaron Montaigne - voce
- Mac Mann - basso
- Ron Avila - batteria
- Jeff Winterberg - chitarra
- Aaron Ricards - chitarra

## Discografia
- 1993 - Antioch Arrow/Candle split 7" - Gravity Records #4.5
- 1993 - The Lady is a Cat - Gravity Records #4
- 1994 - In Love With Jetts - Gravity Records #11
- 1995 - Gems of Masochism Amalgamated - Recording Corp/Mighty Records (ripubblicato nel 2005 dalla 31G Records)